# Ictalurus mexicanus
Ictalurus mexicanus é uma espécie de peixe da família Ictaluridae.
É endémica do México.